# 抵抗勢力
抵抗勢力（ていこうせいりょく）とは、第87・88・89代内閣総理大臣であった小泉純一郎が進める聖域なき構造改革に反対する自民党内の族議員、公務員、郵政関連団体、野党、マスメディアなど諸勢力をまとめて呼んだ呼び方。ネガティブなイメージを持つレッテルとして用いられた。

## 概要
2001年4月、小泉純一郎が自民党総裁選で、自らの反対派を「改革に抵抗する勢力」と表現した。総裁選勝利後、総理大臣に選出された後の5月9日、小泉は衆議院本会議で民主党の鳩山由紀夫から「改革に抵抗する勢力を恐れず、ひるまず、断固として改革を進めるとしていますが、一体、その抵抗勢力とはだれのことでしょうか?」という質問を受け、「私の内閣の方針に反対する勢力、これは全て抵抗勢力であります」と答弁した。文字通り、政府に反対する全ての勢力ということである。
2005年8月8日、いわゆる「郵政解散」と呼ばれる衆議院解散に伴って開かれた記者会見においても、この言葉を用いている。自民党の声明でも「公務員労組の既得権を守ろうとする野党や抵抗勢力に勝利し、真に国民のための改革を全力で成し遂げます」 とした。
自民党の郵政民営化反対派によって結成され、小泉に「抵抗勢力」と批判された国民新党は、2007年の第21回参議院選挙では「正々堂々、抵抗勢力」をアピールし、逆に肯定的意味合いで自称するようになった。